# Jennette McCurdy
Jennette Michelle Faye McCurdy, bolje poznana kot Jennette McCurdy, ameriška filmska in televizijska igralka, plesalka in country pevka ter tekstopiska, * 26. junij 1992, Garden Grove, Kalifornija, Združene države Amerike. 
Najbolje je poznana po svoji vlogi Sam Puckett v Nickelodeonovi televizijski seriji iCarly. V svoji karieri je zaigrala še v številnih drugih serijah, vključno s serijami Zoey 101, Glavca, Will in Grace, Strong Medicine, Zakon in red: Enota za posebne primere, The Inside, True Jackson, VP in Naša sodnica.

## Življenje in kariera
Jennette Michelle Faye McCurdy se je rodila 26. junija 1992 v Garden Grovu, Kalifornija, Združene države Amerike in ima tri starejše brate, ki jim je ime Marcus, Scott in Dustin, tri pse (Snoopy, Chewie in Musashi) ter dve želvi (Tootsen in Zeus). Je navdušena bralka, v prostem času rada piše poezijo in scenarije. Interes za igranje je pokazala, ko je začela gledati serijo Vojna zvezd s Harrisonom Fordom kmalu za tem, ko so njeni mami odkrili raka na prsih.

### Igranje
Jennette McCurdy je s svojo igralsko kariero začela pri osmih letih, torej leta 2000 z igranjem v televizijski seriji MADtv.
Z igranjem je nadaljevala leta 2001 v filmu Shadow Fury, leta 2002 v filmu My Daughter's Tears in televizijski seriji Na kraju zločina, leta 2003 pa v televizijski seriji Glavca s Frankijem Munizom in filmih Taylor Simmons in Hollywoodski kifeljci, kjer je imela priložnost, da je igrala s svojim vzornikom Harrisom Fordom.
Leta 2004 igra v televizijskem filmu Ujeti na ladji ob Hayden Pannettiere in v filmu Breaking Dawn ter v televizijskih serijah Strong Medicine in Karen Sisco, leta 2005 v televizijskih serijah Glavca, Naša sodnica, Zoey 101, Zakon in red: Enota za posebne primere, The Inside, Over There in Medium ter v filmu See Anthony Run, leta 2006 pa v filmu Against Type ter televizijskih serijah Zločini pred domačim pragom in Will in Grace. Leta 2005 je prejela nominacijo za nagrado Young Artist Award za "najboljši nastop gostovalne mlade igralke v televizijski seriji" za svojo upodobitev Hailey Campos v televizijski seriji Strong Medicine. Istega leta se je pojavila v mnogih reklamah, vključno z reklamo za podjetje Sprint in za promoviranje varne vožnje.
Leta 2007 se pojavi v filmu The Last Day of Summer in televizijski seriji Lincoln Heights, dobi pa tudi vlogo Sam Puckett, najboljše prijateljice glavne vloge, Carly (Miranda Cosgrove), v televizijski seriji iCarly, ki jo snema še danes. Poleg nje in Cosgrovove v seriji igrata tudi Nathan Kress in Jerry Trainor.
Leta 2008 jo lahko vidimo v filmih iCarly: iGo to Japan in Proving Ground: From the Adventures of Captain Redlocks ter televizijski seriji True Jackson, VP (ki jo je snemala do leta 2010), leta 2009 v filmih iCarly: iDate a Bad Boy, iCarly: iFight Shelby Marx, iCarly: iQuit iCarly in Minor Details, leta 2010 pa v filmih iCarly: iSaved Your Life in Best Player.
Leta 2009 je prejela nominacijo za nagrado Teen Choice Award v kategoriji za "najljubšo TV stransko igralko" za svoje delo pri televizijski seriji iCarly. Izbrana je bila tudi za upodobitev Berthe v filmu Fred: The Movie, ki temelji na YouTubeovi seriji o Fredu Figglehornu.

### Glasbena kariera
S svojo glasbeno kariero je Jennette McCurdy začela leta 2008. V juniju tistega leta je namreč povedala, da dela na svojem prvem glasbenem albumu. Njen prvi singl je izšel 10. marca 2009 in naslov mu je bilo "So Close". Drugi singl, "Homeless Heart", verzija istoimenske pesmi Amande Stott, je izšel 19. maja istega leta. Pesem je bila posvečena znancu Jennette McCurdy, Codyju Watersu, ki je pred kratkim umrl za rakom na možganih v starosti devet let in 20% vsega prihodka je odšlo v Cody Waters Foundation. Codyja Watersa je spoznala v bolnišnici St. Jude Children's Research Hospital. Po singlu "So Close", ki je izšel marca 2009, je Jennette McCurdy rekla, da bo album izšel 30. junija 2009. Ko je napočil ta dan, ni bilo o albumu ne duha ne sluha in 6. julija je Jennette McCurdy povedala, da je podpisala pogodbo z Capitol Records Nashville. Sicer se je pojavila tudi v videospotu Faith Hill za pesem "I Love the Way You Kiss" (remix) in videospotu za pesem "Safely Home" v izvedbi banda Wild Horse.
16. aprila 2010 so izbrane pesmi iz prihajajočega albuma Jennette McCurdy izšle v javnosti. Te pesmi so bile pesmi "Not That Far Away", "Never Let Me Down", "Break Your Heart", "Better", "Stronger" in "Put Your Arms Around Someone". Pesmi so izšle prej, da bi oboževalci Jennette McCurdy lahko glasovali, katera izmed njih bi lahko postala njen prvi singl. Singl "Not That Far Away" je bil izglasovan za to in je nato izšel na country radijih 24. maja leta 2010, na iTunesu pa je v prodaji od 1. junija tistega leta.

## Dobrodelna dela
Poleg podpiranja dobrodelne organizacije Cody Waters Foundation je Jennette McCurdy aktivna članica kampanij za preprečevanje otroških vojakov (je članica organizacije Invisible Children Inc.) in sodeluje z St. Jude Children's Research Hospital. Objavila je javno obvestilo za organizacijo Safe Kids USA, ki je izšlo na kanalih Nickelodeon in TeenNick.
Jennette McCurdy je trenutno zaradi svoje zvezdniške popularnosti ambasadorka za dobrodelno organizacijo Starlight Children’s Foundation, ki mlade ljudi vzpodbuja k temu, da prispevajo svoj prosti čas, energijo in preko Starlighta pomagajo resno bolnim otrokom priti do boljšega življenja.

## Diskografija

### Albumi
| Leto | Detajli albuma                                                                |
| ---- | ----------------------------------------------------------------------------- |
| 2010 | The Story of My Life - Izdan: 28. september 2010 - Založba: Capitol Nashville |

### Singli
| Leto | Singl               | Dosežki    | Album                |
| Leto | Singl               | US Country | Album                |
| ---- | ------------------- | ---------- | -------------------- |
| 2010 | "Not That Far Away" | 58         | The Story of My Life |

### Videospoti
| Leto | Pesem               | Režiser     |
| ---- | ------------------- | ----------- |
| 2010 | "Not That Far Away" | Roman White |

## Filmografija
| Filmi          | Filmi                                                   | Filmi                       | Filmi                                                                    |  |
| Leto           | Naslov                                                  | Vloga                       | Opombe                                                                   |  |
| -------------- | ------------------------------------------------------- | --------------------------- | ------------------------------------------------------------------------ |  |
| 2001           | Shadow Fury                                             | Anna Markov                 |                                                                          |  |
| 2002           | My Daughter's Tears                                     | Mary Fields                 |                                                                          |  |
| 2003           | Hollywoodski kifeljci                                   | Hči                         |                                                                          |  |
| 2003           | Taylor Simmons                                          | Amanda Simmons              |                                                                          |  |
| 2004           | Breaking Dawn                                           | Majhna punčka               |                                                                          |  |
| 2004           | Ujeti na ladji                                          | Kiley Dolan                 | televizijski film                                                        |  |
| 2005           | See Anthony Run                                         | Lucy                        | kratki film                                                              |  |
| 2006           | Against Type                                            | Meredith                    | televizijski film                                                        |  |
| 2007           | The Last Day of Summer                                  | Dory Sorenson               |                                                                          |  |
| 2008           | Proving Ground: From the Adventures of Captain Redlocks | Aria Krait                  |                                                                          |  |
| 2008           | iCarly: iGo to Japan                                    | Sam Puckett                 | televizijski film                                                        |  |
| 2009           | Minor Details                                           | Mia Maxwell                 |                                                                          |  |
| 2009           | iCarly: iDate a Bad Boy                                 | Sam Puckett                 | televizijski film                                                        |  |
| 2009           | iCarly: iFight Shelby Marx                              | Sam Puckett                 | televizijski film                                                        |  |
| 2009           | iCarly: iQuit iCarly                                    | Sam Puckett                 | televizijski film                                                        |  |
| 2010           | iCarly: iSaved Your Life                                | Sam Puckett                 | televizijski film                                                        |  |
| 2010           | Best Player                                             | Prodigy                     |                                                                          |  |
| 13. julij 2012 | Ledena doba 4                                           | [ 15 ]                      | Samo glas, v produckiji                                                  |  |
| Televizija     |                                                         |                             |                                                                          |  |
| Leto           | Naslov                                                  | Vloga                       | Opombe                                                                   |  |
| 2000           | MADtv                                                   | Cassidy Gifford             |                                                                          |  |
| 2002           | Na kraju zločina                                        | Jackie Trent                | epizoda: "Cats in the Cradle"                                            |  |
| 2003           | Glavca                                                  | Daisy (ženski Dewey)        | epizoda: "If Boys Were Girls"                                            |  |
| 2004           | Karen Sisco                                             | Josie Boyle                 | epizoda: "No One's Girl"                                                 |  |
| 2004           | Strong Medicine                                         | Hailey Campos               | epizoda: "Selective Breeding"                                            |  |
| 2005           | Zakon in red: Enota za posebne primere                  | Holly Purcell               | epizoda: "Contagious"                                                    |  |
| 2005           | Medium                                                  | Sara Crewson                | epizoda: "Coded"                                                         |  |
| 2005           | Naša sodnica                                            | Amber Reid                  | epizoda: "My Name is Amy Gray"                                           |  |
| 2005           | Glavca                                                  | Penelope                    | epizoda: "Buseys Take a Hostage"                                         |  |
| 2005           | The Inside                                              | Madison St. Clair           | epizoda: "Everything Nice"                                               |  |
| 2005           | Over There                                              | Lynne                       | epizoda: "Situation Normal"                                              |  |
| 2005           | Zoey 101                                                | Trisha Kirby                | epizoda: "Bad Girl"                                                      |  |
| 2006           | Will in Grace                                           | Lisa                        | epizoda: "Von Trapped"                                                   |  |
| 2006           | Zločini pred domačim pragom                             | Stacy Johnson               | epizoda: "Escape"                                                        |  |
| 2007           | Lincoln Heights                                         | Beckie                      | epizoda: "Betrayal" epizoda: "Tricks and Treats" epizoda: "House Arrest" |  |
| 2007-danes     | iCarly                                                  | Sam Puckett                 | 49 epizod; 2007 - danes                                                  |  |
| 2009           | iCarly                                                  | Sam Puckett/Melanie Puckett | "iTwins" (sezona 2, epizoda 19)                                          |  |
| 2008-2010      | True Jackson, VP                                        | Pinky Turzo                 | epizoda: "Amanda Hires a Pink" epizoda: "True Drama"                     |  |
| TBA            | Glenn Martin, DDS                                       | TBA                         | Glas                                                                     |  |

## Nagrade in nominacije
- 2005 Young Artist Award za Strong Medicine - nominirana
- 2008 Young Artist Award za iCarly - nominirana
- 2008 Young Artist Award za The Last Day of Summer - nominirana
- 2009 Young Artist Award za iCarly (skupaj z Mirando Cosgrove, Nathanom Kressom in Noahom Munckom) - nominirana
- 2009 Young Artist Award za iCarly - nominirana
- 2009 Teen Choice Award za iCarly - nominirana